# Arkimedes spiral

Tre 360° varv av en Arkimedisk spiral

Archimedean Arkimedes spiral representerad i en polär graf

Arkimedes spiral (även känd som Aritmetisk spiral) är en spiral namngiven på 300-talet f.Kr. efter den Grekiska matematikern Arkimedes. Arkimedes spiral beskriver det geometriska läget av punkter som med konstant hastighet rör sig utefter en linje bort från en fix punkt, kallad spiralens pol, samtidigt som linjen med konstant vinkelhastighet roterar i planet kring polen. 
Ekvivalent, i polära koordinater (r, θ) kan det beskrivas med ekvationen
{\displaystyle \,r=a+b\theta }
med reella tal a och b. Om man ändrar på parametern a kommer spiralens utgångspunkt att ändra, medan b kontrollerar avståndet mellan successiva vändningar.
Arkimedes beskriver en sådan spiral i sin bok Om spiraler.

## Egenskaper
Den Arkimediska spiralen har den egenskapen att varje stråle från origo skär spiralens vändningar i punkter med konstant avstånd (motsvarande 2πb om θ mäts i radianer), därav namnet “aritmetisk spiral”. 
I motsats till detta, i en logaritmisk spiral bildar dessa avstånd, såväl som avståndet från skärningspunkterna mätt från origo en geometrisk talföljd.
Arkimedes spiral har två armar, en för  θ > 0 och en för θ < 0. Båda armarna har samma utgångspunkt, endast den ena armen syns på graferna intill. Den andra armen fås genom spegling över "y"-axeln.

### Avståndet mellan varven
Vissa källor beskriver Arkimedes spiral som en spiral med "konstant avstånd" mellan successiva varv. Detta är något missvisande. De konstanta avstånden i Arkimediska spiralen mäts längs strålar från utgångspunkten som inte korsar kurvan i rät vinkel, medan ett avstånd mellan parallella kurvor mäts ortogonalt (vinkelrätt) mot båda kurvorna. 

## Allmän Arkimedisk spiral
Ibland används termen "Arkimedes spiral" för den mera allmänna gruppen av spiraler
{\displaystyle r=a+b\theta ^{1\!/\!x}.}
Den normala arkimediska spiralen fås då  x = 1. Andra spiraler som faller in i denna grupp innefattar hyperbolisk spiral, Fermats spiral, och lituus. Praktiskt taget är alla statiska spiraler som förekommer i naturen logaritmiska spiraler, inte Arkimediska spiraler. Många dynamiska spiraler (t.ex. Parker spiral av solvinden, eller det mönster som gjorts av en Catherines hjul) är Arkimediska spiraler.

## Tillämpningar
En metod för att konstruera cirkelns kvadratur, genom att lindra på de strikta begränsningarna för användning av linjal och passare i antika grekiska geometriska bevis, använder sig av arkimedes spiral.

Mekanismen bakom scroll kompressor

Den Arkimediska spiralen har en rad av verkliga tillämpningar. Scroll-kompressorer, tillverkade av två överlappande Arkimediska spiraler av samma storlek, används för att komprimera vätskor och gaser. Dessa kompressorer används mycket i exempelvis värmepumpar. Fjädrarna i klockor och spåren i mycket tidiga grammofonskivor bildar Arkimediska spiraler, vilket gör spåren jämnt fördelade och maximerar mängden musik som kan monteras på skivan (även om detta ändrades senare till att möjliggöra bättre ljudkvalitet). Att be en patient att dra en arkimedisk spiral är ett sätt att kvantifiera mänsklig tremor, vilket hjälper att diagnostisera neurologiska sjukdomar. Arkimediska spiraler används också i DLP (Digital Light Processing) projektion system för att minimera "regnbågseffekt", vilket gör det ser ut som om flera färger visas samtidigt, när det i verkligheten är rött, grönt och blått som byts cykliskt extremt snabbt. Dessutom används arkimediska spiraler inom livsmedelsmikrobiologi för att kvantifiera bakteriell koncentration genom en spiral diskett. De används också för att modellera det mönster som uppstår i en papper- eller tejprulle av konstant tjocklek inslagna runt en cylinder.